# Fotovîj, Hluhiv
Fotovîj (în ucraineană Фотовиж) este localitatea de reședință a comunei Fotovîj din raionul Hluhiv, regiunea Sumî, Ucraina.

## Demografie
Componența lingvistică a localității Fotovîj
     Rusă (94,16%)
     Ucraineană (5,84%)
Conform recensământului din 2001, majoritatea populației localității Fotovîj era vorbitoare de rusă (94,16%), existând în minoritate și vorbitori de ucraineană (5,84%).